# Fernand van Steenberghen
Fernand van Steenberghen, né le 13 février 1904 à Saint-Josse-ten-Noode (Bruxelles) et mort le 16 avril 1993 à Jette, est un prêtre, chanoine, philosophe thomiste et théologien belge, professeur à l'Institut supérieur de philosophie de l'université catholique de Louvain.
Ses travaux portent sur la philosophie et la théologie chrétienne des XIIIe et XIVe siècle. Il est notamment l'auteur d'une interprétation originale de la pensée de Nicolas de Cues. S'opposant aux critiques voyant dans son œuvre les débuts de la modernité, il montre qu'il n'y a pas un point de sa pensée qu'on ne trouve, déjà exprimé, dans la philosophie antique ou médiévale.
Il reçoit en 1980 un Prix quinquennal du FNRS.

## Œuvres
- Siger de Brabant d'après ses œuvres inédites, 1931-1942
- Épistémologie, 1939
- Ontologie, 1946
- Aristote en Occident / Les origines de l'aristotélisme parisien, 1946
- Philosophie des Mittelalters, 1950
- Histoire de la philosophie. Période chrétienne, 1964
- La philosophie au XIIIe siècle, 1966
- Le retour à saint Thomas a-t-il encore sens aujourd'hui ?, 1967
- Réflexions sur la Providence, 1969
- La controverse sur l'éternité du monde au XIIIe siècle, 1972
- Maître Siger de Brabant, 1977
- Le problème de l'existence de Dieu dans les écrits de saint Thomas d'Aquin, 1980
- Thomas Aquinas and radical Aristotelianism, 1980
- Le thomisme, 1983
- Le problème de l'évolution / Point de vue d'un philosophe, 1983